# Li One
Li One – hybrydowy samochód osobowy typu SUV klasy wyższej produkowany przez chińskie przedsiębiorstwo Li Auto w latach 2019–2022.

## Historia i opis modelu

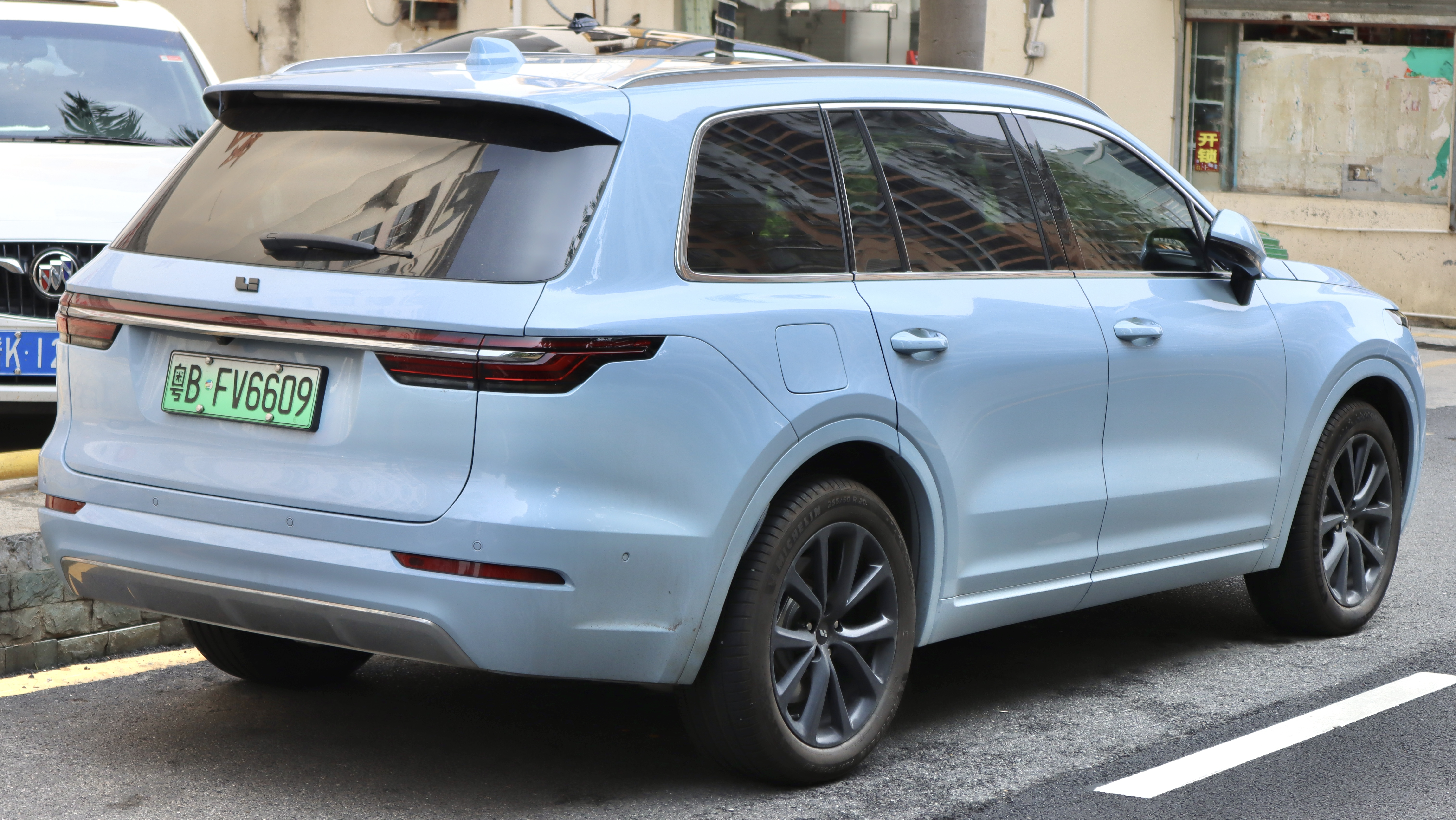
Li One - tył

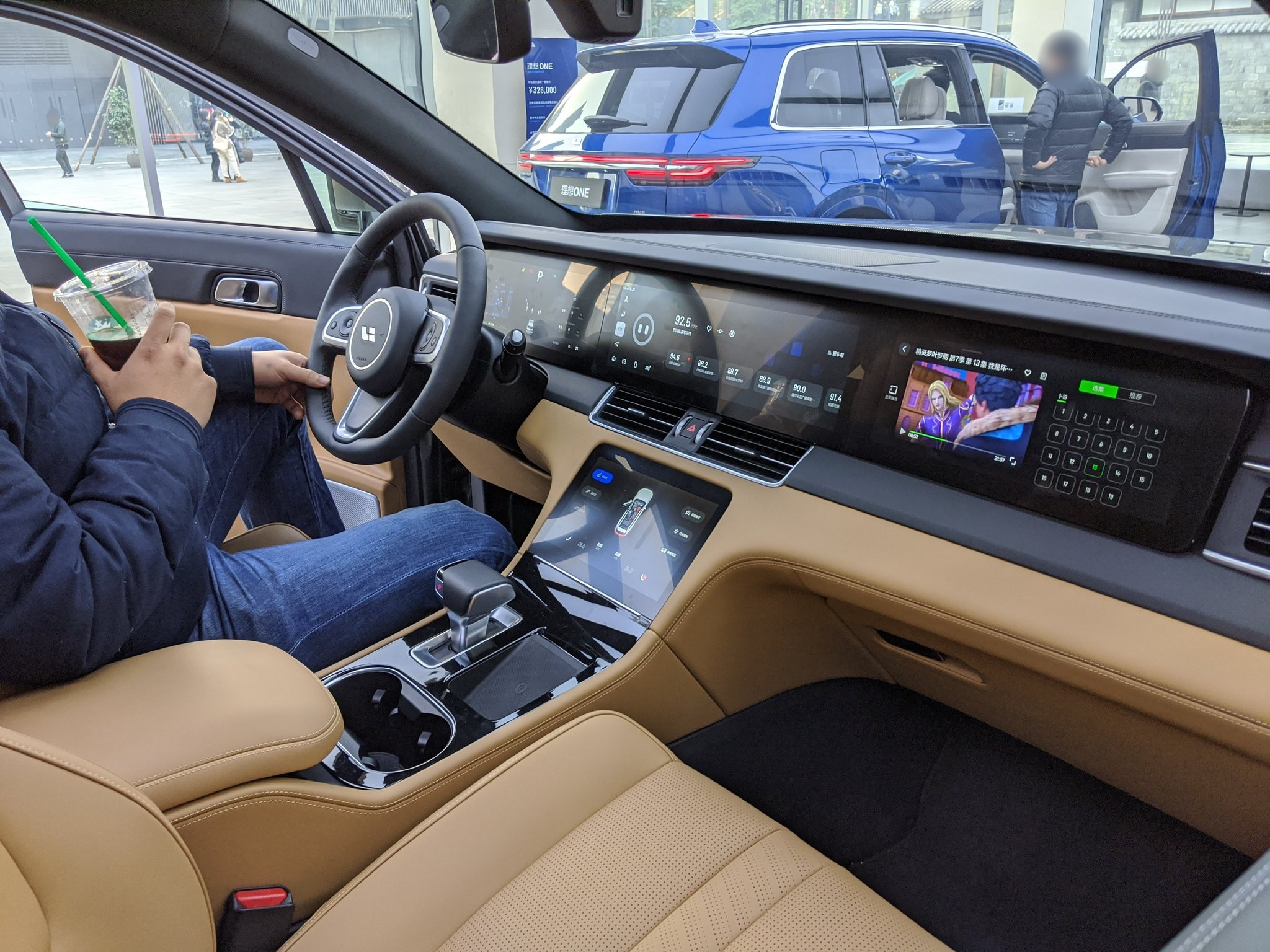
Li One - kokpit

Li One został zaprezentowany w marcu 2019 roku jako pierwszy samochód chińskiego startupu Li Auto, przyjmując postać dużego SUV-a z napędem hybrydowym. Pas przedni zyskał charakterystyczny, duży wlot powietrza w kształcie pomalowanego na czarno prostokątu, z kolei wąskie reflektory połączył biegnący przez atrapę chłodnicy świetlisty pas diod LED. Również z tyłu oświetlenie zostało zintegrowane pasem świetlnym wzbogaconym chromowaną listwą. Sylwetka zyskała foremne kształty dla maksymalizacji właściwości transportowych.
Kabina pasażerska umożliwiła transport sześciu pasażerów w trzech rzędach siedzeń, możliwością skonfigurowania foteli jako zintegrowanej kanapy lub niezależnych, odrębnych siedzisk. Ostatni rząd siedzeń można schować pod podłogą, zwiększając przez to pojemność bagażnika. Luksusowo zaaranżowane wnętrze pokryte zostało m.in. skórą nappa, która znalazła się m.in. na desce rozdzielczej, fotelach czy boczkach drzwi.
Kokpit Li One zdominował kokpit zdobiony przez cztery ekrany o wysokiej rozdzielczości. Skrajny lewy zastąpił zegary dla kierowcy, kolejne dwa umieszczono w konsoli centralnej i pozwalając na sterowanie systemem multimedialnym, a ostatni dedykowano dla pasażera. Li One dostosowany został do obsługi systemu półautonomicznej jazdy na drugim poziomie z komponentami amerykańskiego Nvidia, będąc zaawansowaną technicznie konkurencją celującą w konstrukcje zarówno rodzimych, jak i zagranicznych producentów.

### Sprzedaż
Li One był samochodem produkowanym i sprzedawanym wyłącznie z myślą o lokalnym rynku chińskim. Pierwsze dostawy egzemplarzy dla klientów rozpoczęły się w grudniu 2019 roku. Samochód zdobył dużą popularność wśród nabywców, w 2021 roku osiągając pułap 30 tysięcy sprzedanych sztuk. Produkcja hybrydowego SUV-a trwała łącznie 3 lata, kończąc się w październiku 2022 z powodu premiery nowego modelu Li L8. Firma znalazła się pod krytyką ze strony ostatnich nabywców Li One, którzy zarzucili jej wprowadzenie w błąd z powodu niespodziewanego ogłoszenia chęci wycofania modelu na rzecz nowszych konstrukcji, choć wcześniej deklarowała pozostawienie go w produkcji. W odpowiedzi na to, w ostatniej fazie produkcji cena samochodu została obniżona dla zainteresowanych o 20 tysięcy juanów.

### Dane techniczne
Układ napędowy Li Xiang One tworzy 1,2-litrowy trzycylindrowy silnik benzynowy, który nie napędza kół, lecz zapewnia wydłużenie zasięgu pojazdu i ładowanie baterii współistniejącego układu elektrycznego działając jako tzw. range extender. Łączna moc pojazdu wynosi 326 KM, maksymalny moment obrotowy to 530 Nm maksymalnego momentu obrotowego, z kolei zasięg hybrydowego SUV-a to 700 kilometrów. W 2021 roku przedstawiono zmodernizowany wariant ze zoptymalizowanymi parametrami układu napędowego, oferując łączny zasięg hybrydowego napędu zwiększony do ok. 1080 kilometrów.